# Вечір з Яніною Соколовою
«Вечір з Яніною Соколовою» — українська політико-сатирична програма, авторкою і ведучою якої є Яніна Соколова. Метою проєкту є боротьба з російською пропагандою. Виходила з 2018 року по 13 березня 2025 року. Щотижня у випусках Соколова спростовувала й пояснювала глядачам, де їх обманювали.
Програма виходила з поміткою «18+» на однойменному YouTube-каналі, на теле- та вебканалах ATR, 5 канал та skrypin.ua, а також була доступною в сервісі інтернет-мовлення Ланет.TV.

## Опис

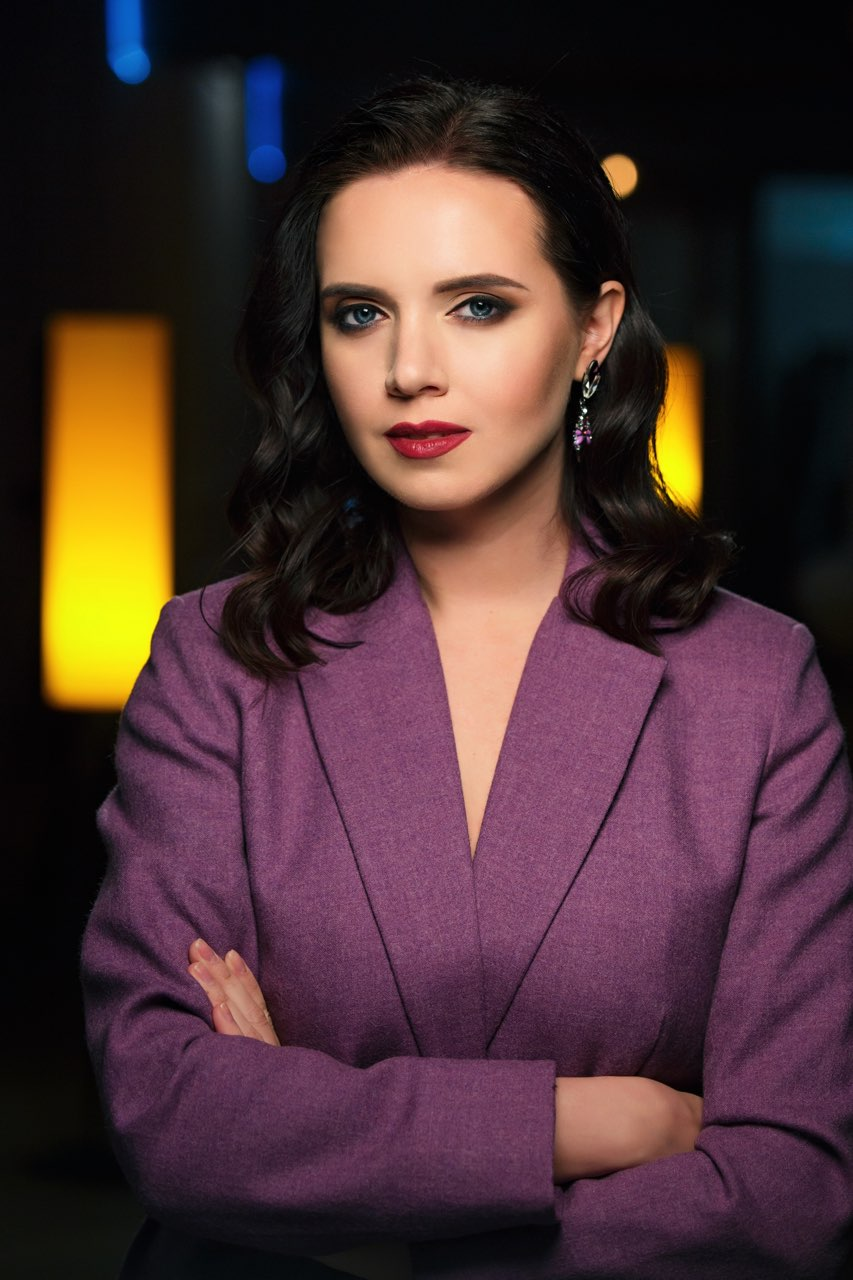
Авторка і ведуча Яніна Соколова

За 2 місяці YouTube-канал «Вечора» отримав срібну кнопку[коли?].
За місяць проєкт дивляться біля 6 млн людей.
80 % аудиторії — чоловіки, середній вік — 18-35, 35-44, та дивляться і старші люди. За переглядами лідирує Україна — 70 % усіх переглядів, Росія — 9.2 %, Польща — 2.5 %, США — 2.3 %, Німеччина — 1.8 %.
Знімальна група складається з 14 людей.

## Блокування
Кожен випуск намагаються заблокувати росіяни.
|   | За день до того, як «Вечір» з'явиться в Інтернеті, він проходить перевірку на блокування. Тобто ми його виставляємо в інтернет і буквально через п'ять хвилин телеканали «Росія-1», «Перший», НТВ, програми типу «60 хвилин з Соловйовим» строчать в YouTube скарги. У них для цього є спеціально навчені люди. Це ціла система. У Росії на таке виділяються величезні гроші. У зв'язку з тим, що вони нас починали блокувати спочатку, ми звернулися до трьох компаній, які (за відсоток від монетизації) опротестовують їх скарги та заздалегідь аналізують наш свіжий випуск на предмет можливих порушень. Завдяки цій схемі ми за день можемо розблокувати програму. Тобто етер, який виходить в четвер, повинен бути змонтований в середу, щоб зрозуміти, де росіяни нас «підхопили», і відразу ж автоматично відправити протест на їх скаргу. |
| — | |

В листопаді 2018 канал був заблокований через численні запити російських ботів.